# OGAE Second Chance Contest 1987
El I OGAE Second Chance Contest - OGAE SCC 1987 (Concurso OGAE Segunda Oportunidad) tuvo lugar en Huizen, Países Bajos y contó con la participación de cuatro países: Noruega, Países Bajos, Reino Unido y Suecia. Para esta primera edición, cada país seleccionó dos canciones para competir, la primera y única vez que cada país pudo enviar dos canciones al concurso (como sucedió en el Festival de la Canción de Eurovisión de 1956). La primera ganadora del concurso fue la representante de Suecia, Arja Saijonmaa, con la canción «Högt över havet» que quedó en segundo lugar en la final nacional sueca, Melodifestivalen 1987. El segundo lugar lo compartieron Noruega y Países Bajos.

## Resultado Final
| Nº | País         | Intérprete       | Canción                      | Lugar | Pts. |
| -- | ------------ | ---------------- | ---------------------------- | ----- | ---- |
| 01 | Reino Unido  | Ann Turner       | «Too Hot To Handle»          | 4     | 16   |
| 02 | Países Bajos | Marcha           | «Big Ben Of Notre Dame»      | 5     | 14   |
| 03 | Noruega      | Kjersti Bergesen | «Go-Go»                      | 2     | 20   |
| 04 | Suecia       | Cyndi Peters     | «När Morgenstjärnan Brinner» | 6     | 12   |
| 05 | Reino Unido  | Zuice            | «Bless Your Lucky Stars»     | 8     | 6    |
| 06 | Países Bajos | Marcha           | «Morgen»                     | 2     | 20   |
| 07 | Noruega      | Hakon Iversen    | «Mange Millioner»            | 6     | 12   |
| 08 | Suecia       | Arja Saijonmaa   | «Högt över havet»            | 1     | 24   |

## Tabla de votaciones
| ......Participante.....      | Pts. | Bandera del Reino Unido | Bandera de los Países Bajos | Bandera de Noruega | Bandera de Suecia |
| ---------------------------- | ---- | ----------------------- | --------------------------- | ------------------ | ----------------- |
| «Too Hot To Handle»          | 16   |                         | 2                           | 4                  | 10                |
| « Big Ben of Notre Dame»     | 14   | 4                       |                             | 8                  | 2                 |
| «Go-Go»                      | 20   | 10                      | 4                           |                    | 6                 |
| «När Morgenstjärnan Brinner» | 12   | 2                       | 8                           | 2                  |                   |
| «Bless Your Lucky Stars»     | 6    |                         | 1                           | 1                  | 4                 |
| « Morgen»                    | 20   | 6                       |                             | 6                  | 8                 |
| «Mange Millioner»            | 12   | 1                       | 10                          |                    | 1                 |
| «Högt Őver Havet»            | 24   | 8                       | 6                           | 10                 |                   |

Fuente: 